# Sky Cana
 Sky Cana ist eine Fluggesellschaft mit Sitz in Santo Domingo, Dominikanische Republik und Basis am Flughafen Las Américas. Die Gesellschaft bietet Passagierlinien- und Charterflüge sowie Frachtflüge an.

## Flugziele
Folgende Ziele werden mit Stand 2022 angeflogen:
- Dominikanische Republik:
  - Punta Cana
  - Puerto Plata

Ausländische Ziele:
- Kolumbien:
  - Bogotá
  - Medellín
- Kuba:[3]
  - Havanna
  - Santa Clara
  - Camagüey
  - Holguín
  - Santiago de Cuba
- Mexiko:[3]
  - Cancún
  - Mazatlán
- USA (im Zuge einer kommerziellen Allianz mit Air Century):[4]
  - Miami
  - New York
- Venezuela:[3]
  - Maracaibo
  - Valencia
- Weitere ausländische Ziele:[3]
  - San Juan, Puerto Rico
  - Port-au-Prince, Haiti
  - Surinam
  - Ecuador
  - Chile
  - Peru

## Flotte
Mit Stand Januar 2024 besteht die Flotte der Sky Cana aus drei Flugzeugen mit einem Durchschnittsalter von 19,4 Jahren:
| Flugzeugtyp     | Anzahl | bestellt | Anmerkungen                         | Sitzplätze | Durchschnittsalter (Januar 2024) |
| --------------- | ------ | -------- | ----------------------------------- | ---------- | -------------------------------- |
| Airbus A320-200 | 1      |          | inaktiv                             | 180        | 15,4 Jahre                       |
| Airbus A321-200 | 2      |          | betrieben durch Avion Express Malta | 220        | 21,4 Jahre                       |
| Gesamt          | 3      | -        |                                     |            | 19,4 Jahre                       |

### Ehemalige Flugzeugtypen
Sky Cana verwendete früher folgende Flugzeugtypen:
- Airbus A330-200/300
- ATR 72-202F